# 霍氏兔鮡
霍氏兔鮡，為輻鰭魚綱鯰形目骨鮡科的其中一種，為熱帶淡水魚類，分布於亞洲孟加拉北部淡水流域，體長可達8公分，棲息在底層水域，生活習性不明。